# Danae
Danae (in greco antico: Δανάη?, Danáē) è un personaggio della mitologia greca. Fu una principessa di Argo e la fondatrice della città di Ardea.
A lei è dedicato il nome dell'asteroide 61 Danaë.

## Genealogia
Figlia di Acrisio e di Euridice, ebbe da Zeus o da Preto il figlio Perseo.

## Mitologia

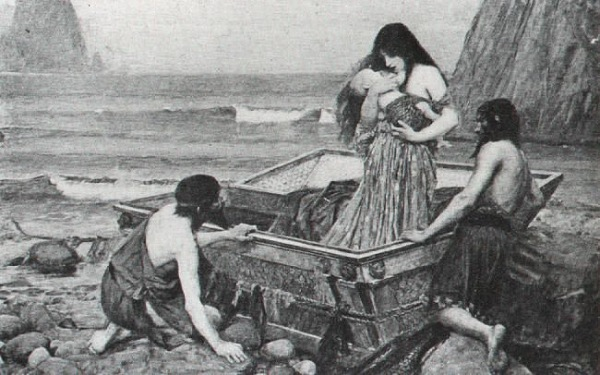
Danae e Perseo ritrovati nella cassa (1892), di John William Waterhouse.

Fu imprigionata in una torre dal padre, il re Acrisio, che era spaventato dalla predizione dell'Oracolo di Delfi secondo cui sarebbe stato ucciso dal nipote. Ma Preto riuscì a raggiungerla e a sedurla (oppure fu Zeus che andò da lei in forma di pioggia dorata) e divenne madre di Perseo.
Alla nascita del bambino Acrisio non volle ucciderli direttamente, ma li rinchiuse entrambi in una cassa inchiodata, che fece gettare in mare. Rimane un frammento poetico di un'opera di Simonide di Ceo detto "Lamento di Danae": la madre rinchiusa nella cassa e angosciata teme la furia del mare, mentre il piccolo Perseo dorme ignaro: "Mentre sulla dedalea navicella il vento fremea soffiando, e l'agitata poppa già sommergean le altissime onde, aspergendo di lagrime le gote l'afflitta madre circondò Perseo con mano amica ed a lui disse: «O figlio, quanto soffro!». La cassa fu trasportata dalle onde fino all'isola di Serifo, dove Danae fu trovata e salvata da un abitante dell'isola di nome Ditti e fratello del re Polidette.
Secondo Igino, Danae sposò Polidette. Secondo Apollodoro invece, il matrimonio non avvenne poiché il figlio di Danae (Perseo) non lo permise e lei fu riportata in seguito ad Argo. Secondo Virgilio e Plinio il Vecchio si trasferì in seguito nel Lazio, dove fondò Ardea.

## Danae nell'arte

### Pittura

Il mito di Danae fu d'ispirazione per moltissimi pittori
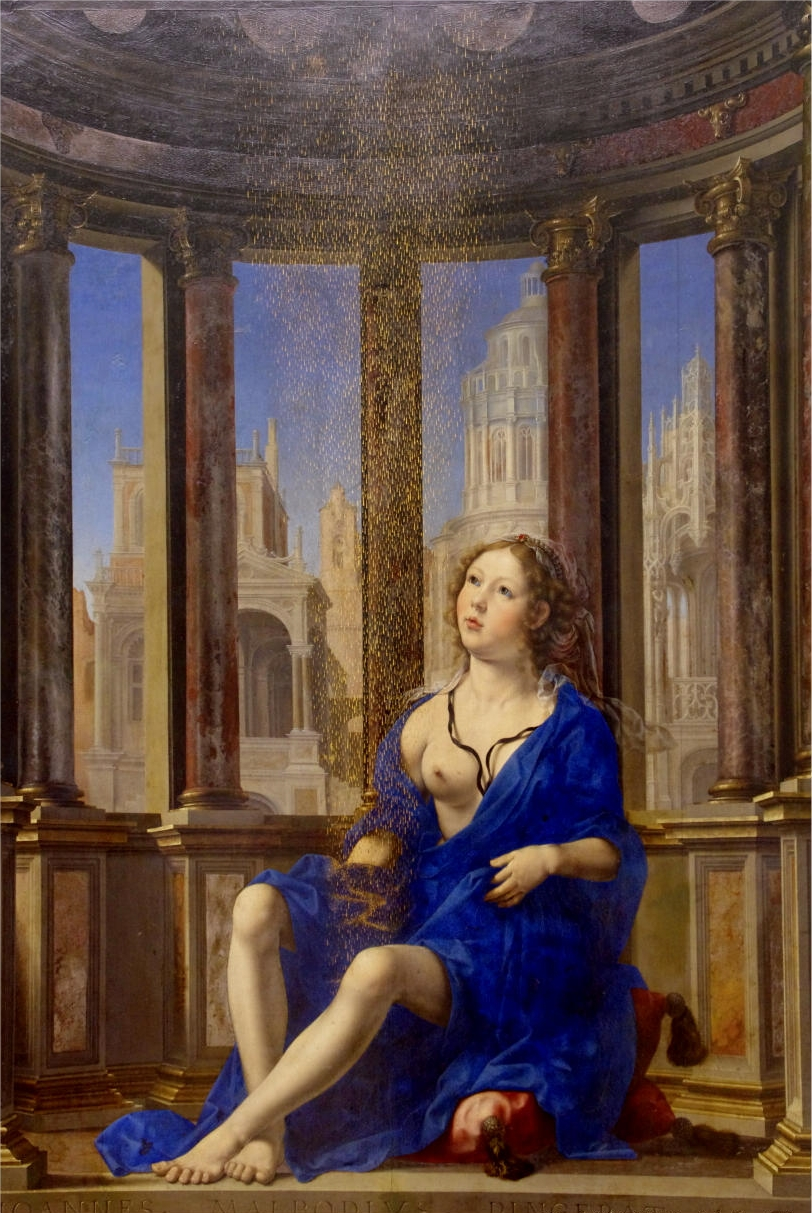
Danae (1527) di Jan Gossaert.
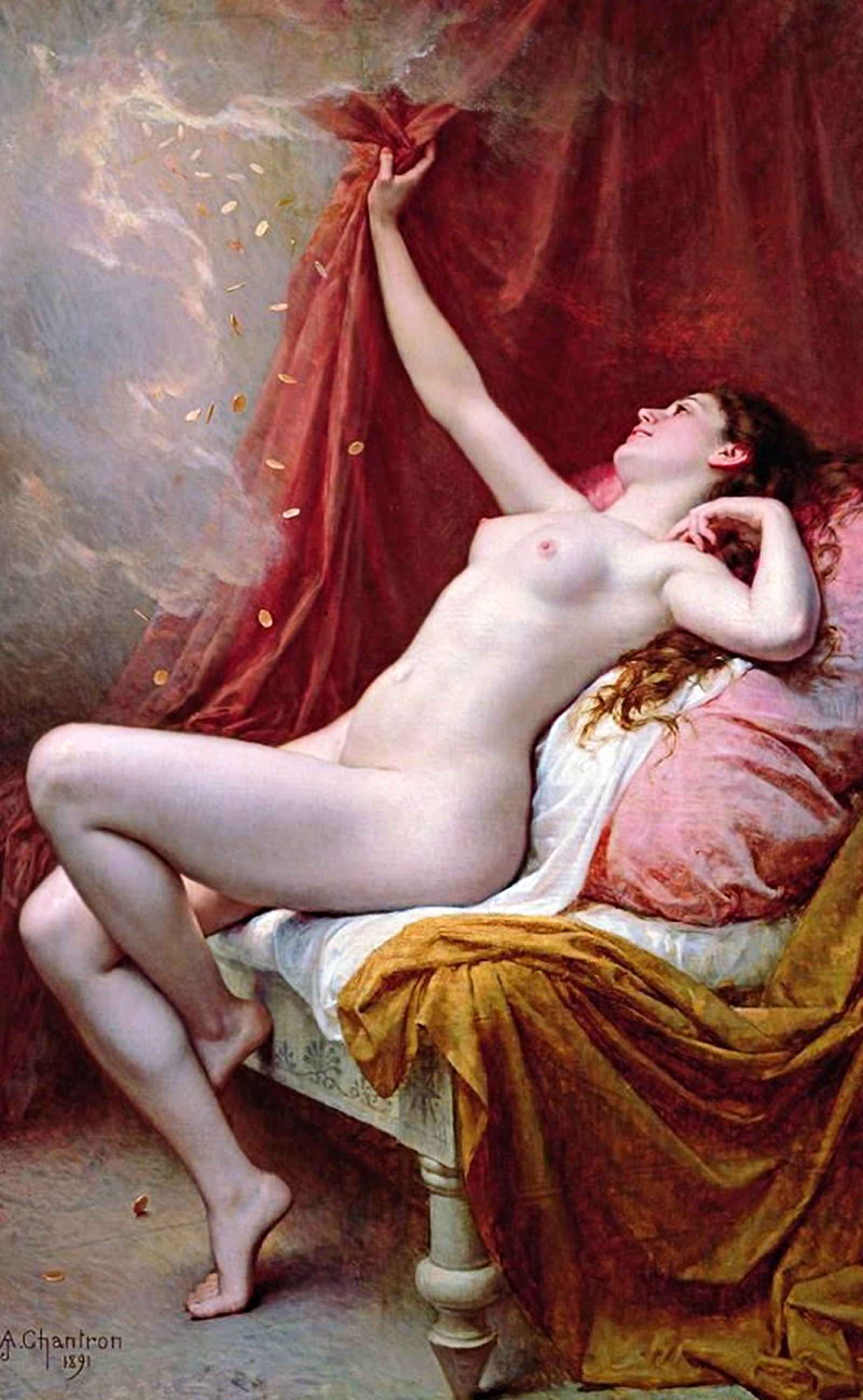
Danae (1891) di Alexander Jacques Chantron.
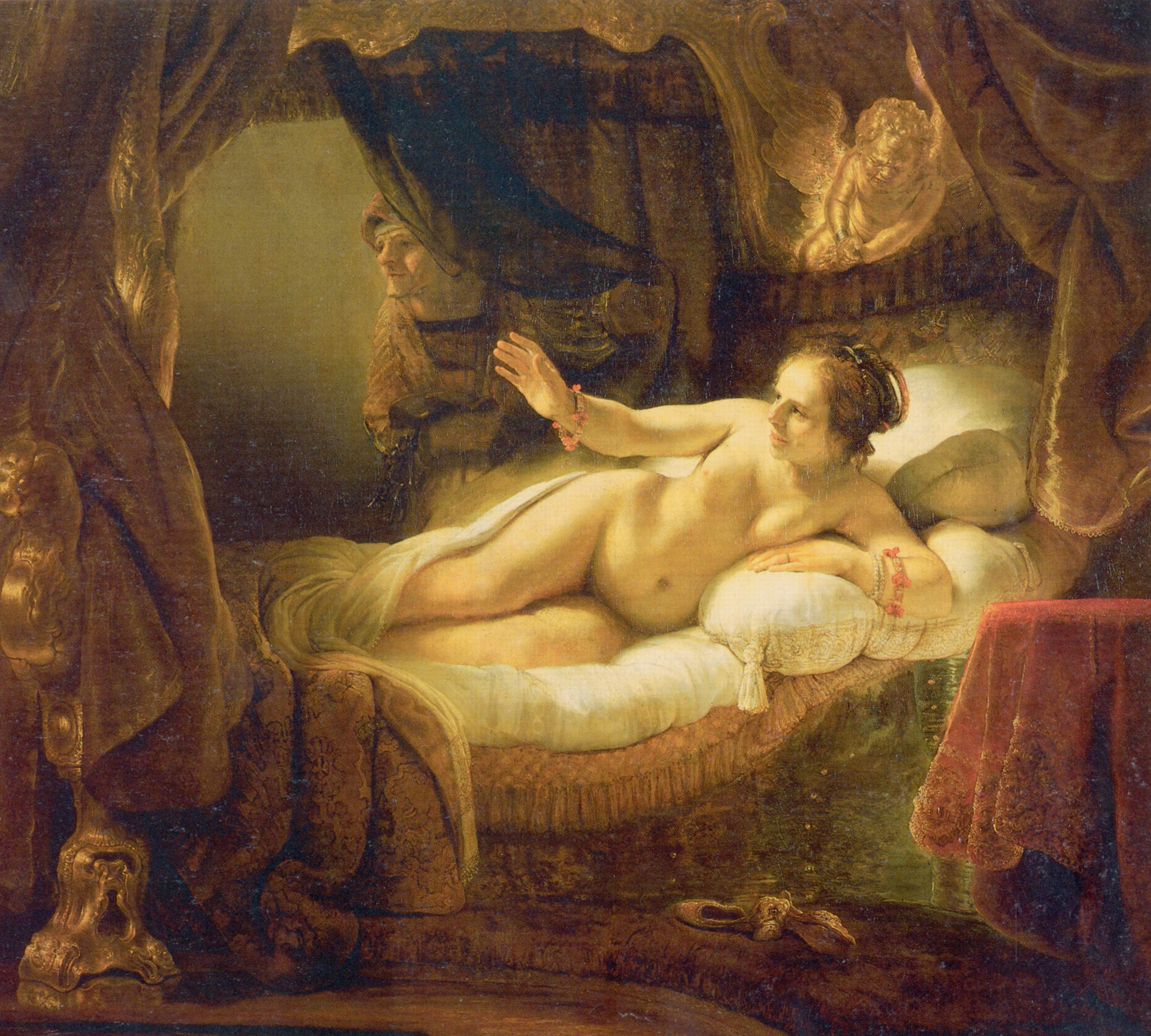
Danae (c. 1636) di Rembrandt.
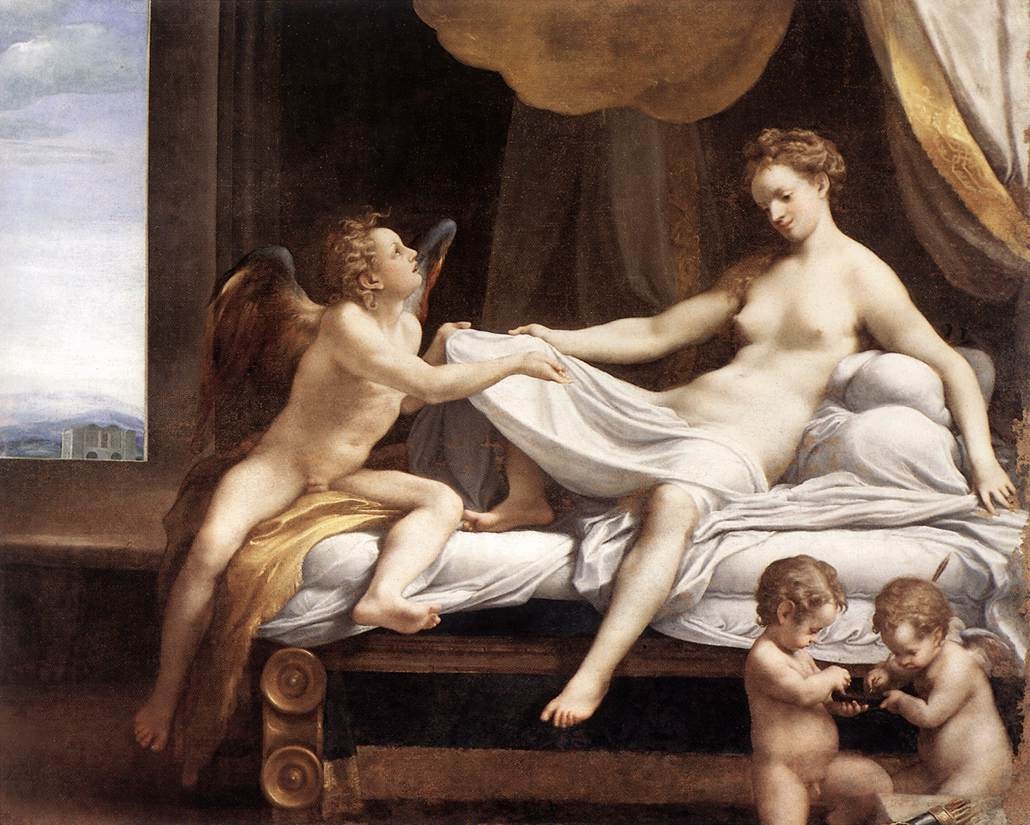
Danae (1531–1532) di Correggio.
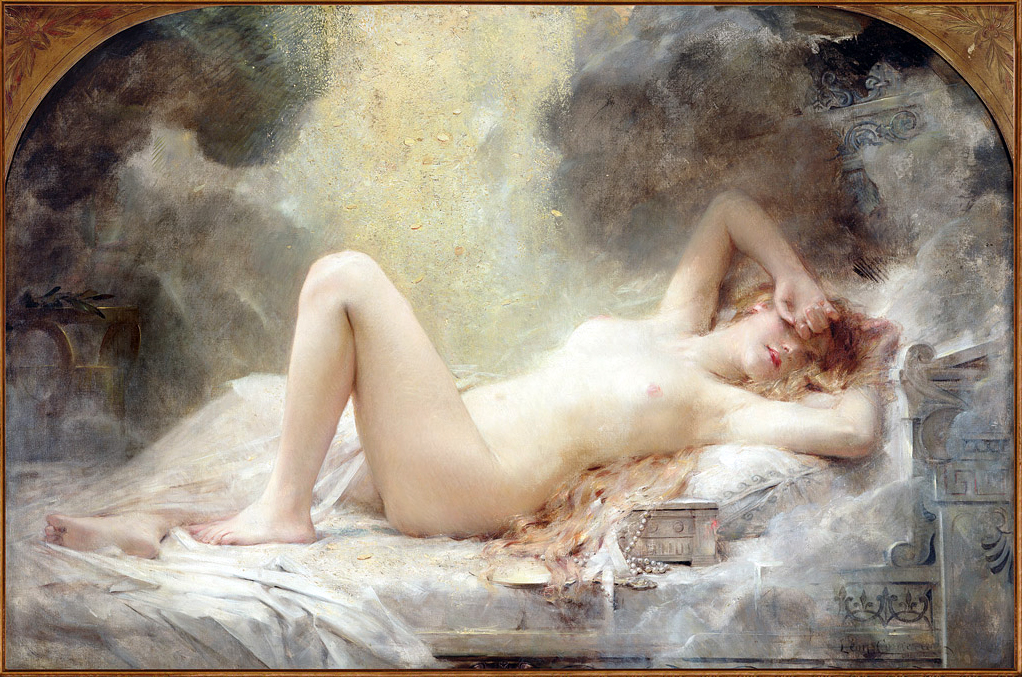
Danae e la pioggia dorata (1908) di Léon Comerre.
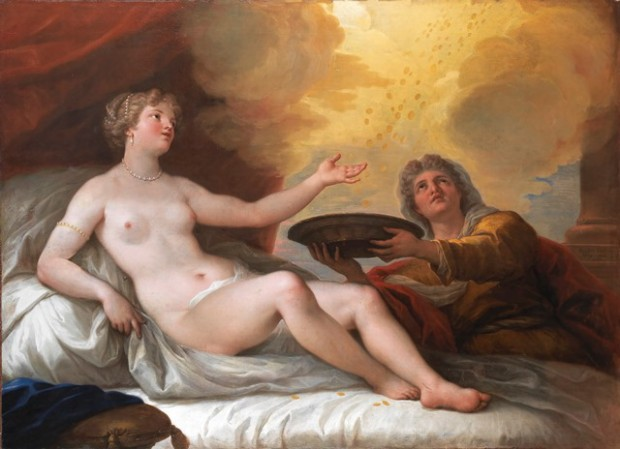
Danae (1704) di Paolo De Matteis.
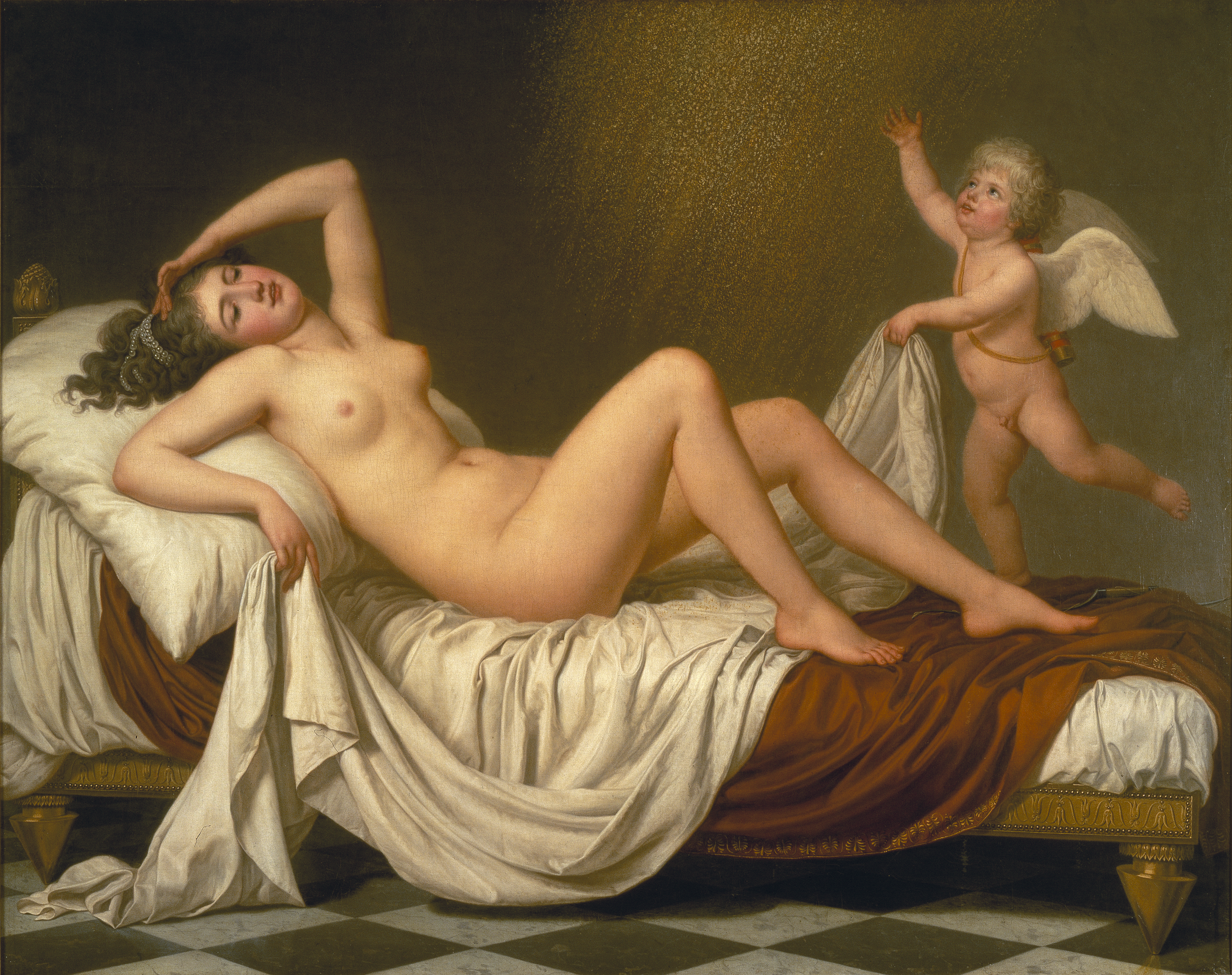
Danae e la pioggia dorata (1787), di Adolf Ulrik Wertmüller.
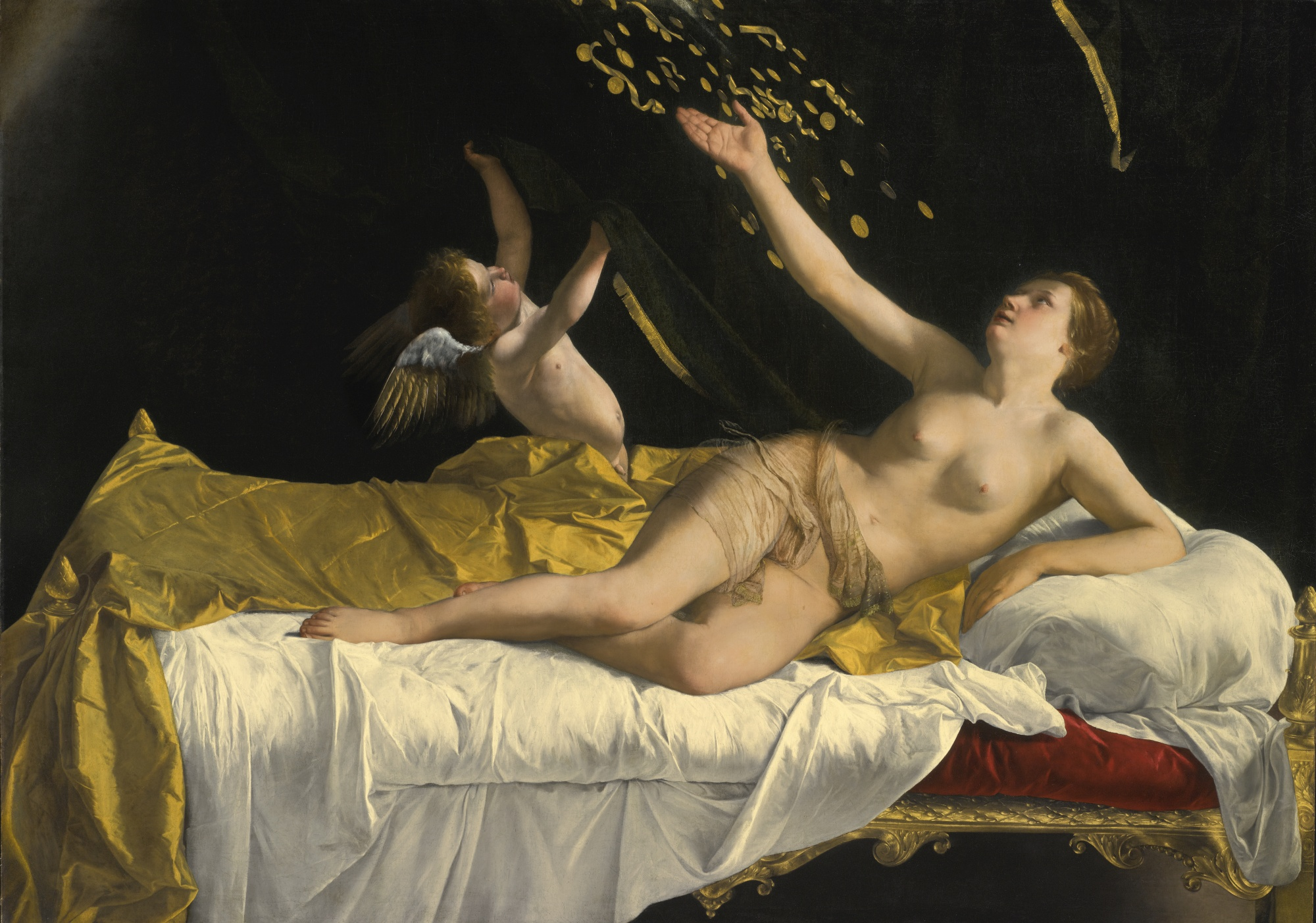
Danae (c. 1621) di Orazio Gentileschi.
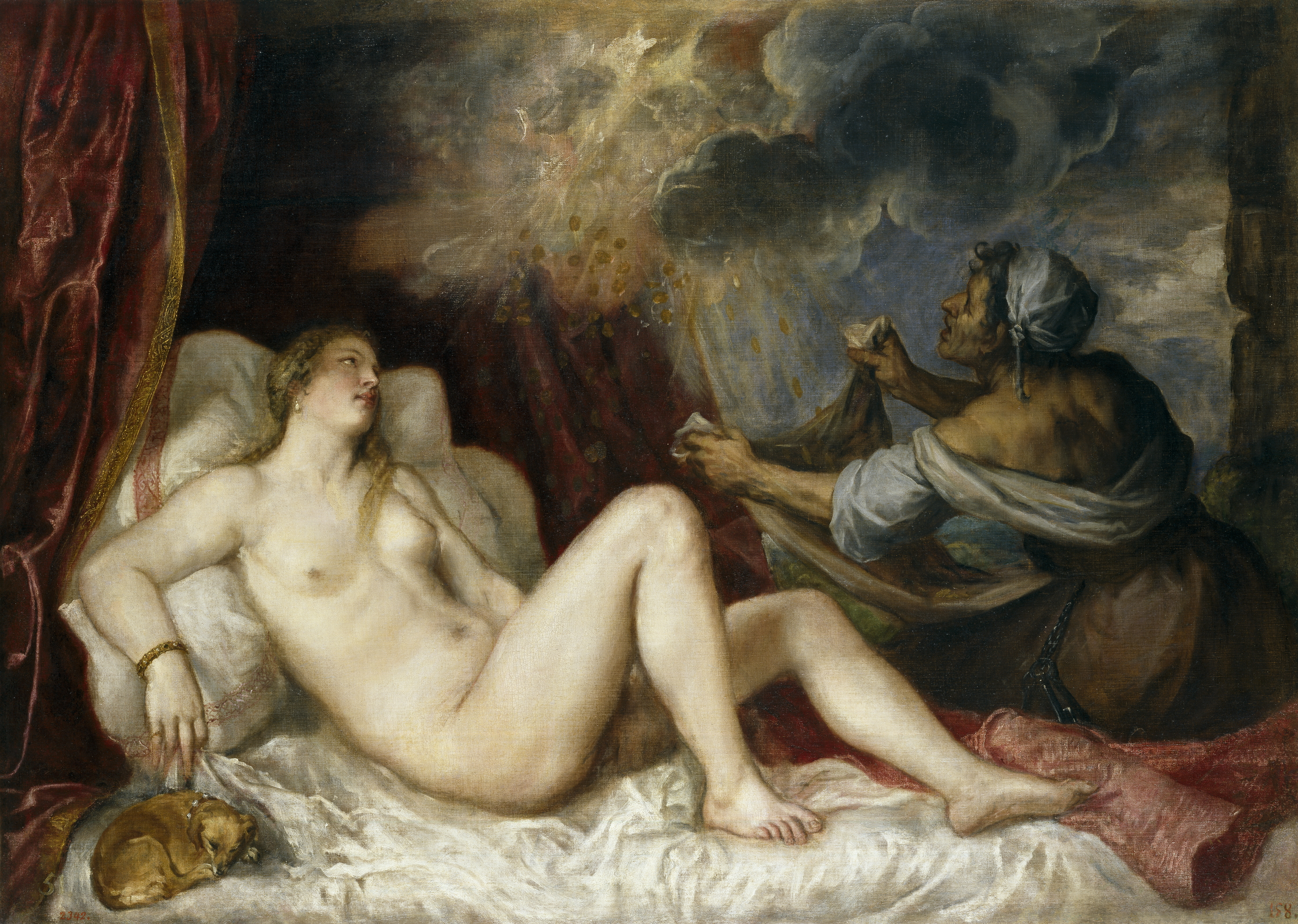
Danae e la pioggia dorata (1545-1546), di Tiziano.
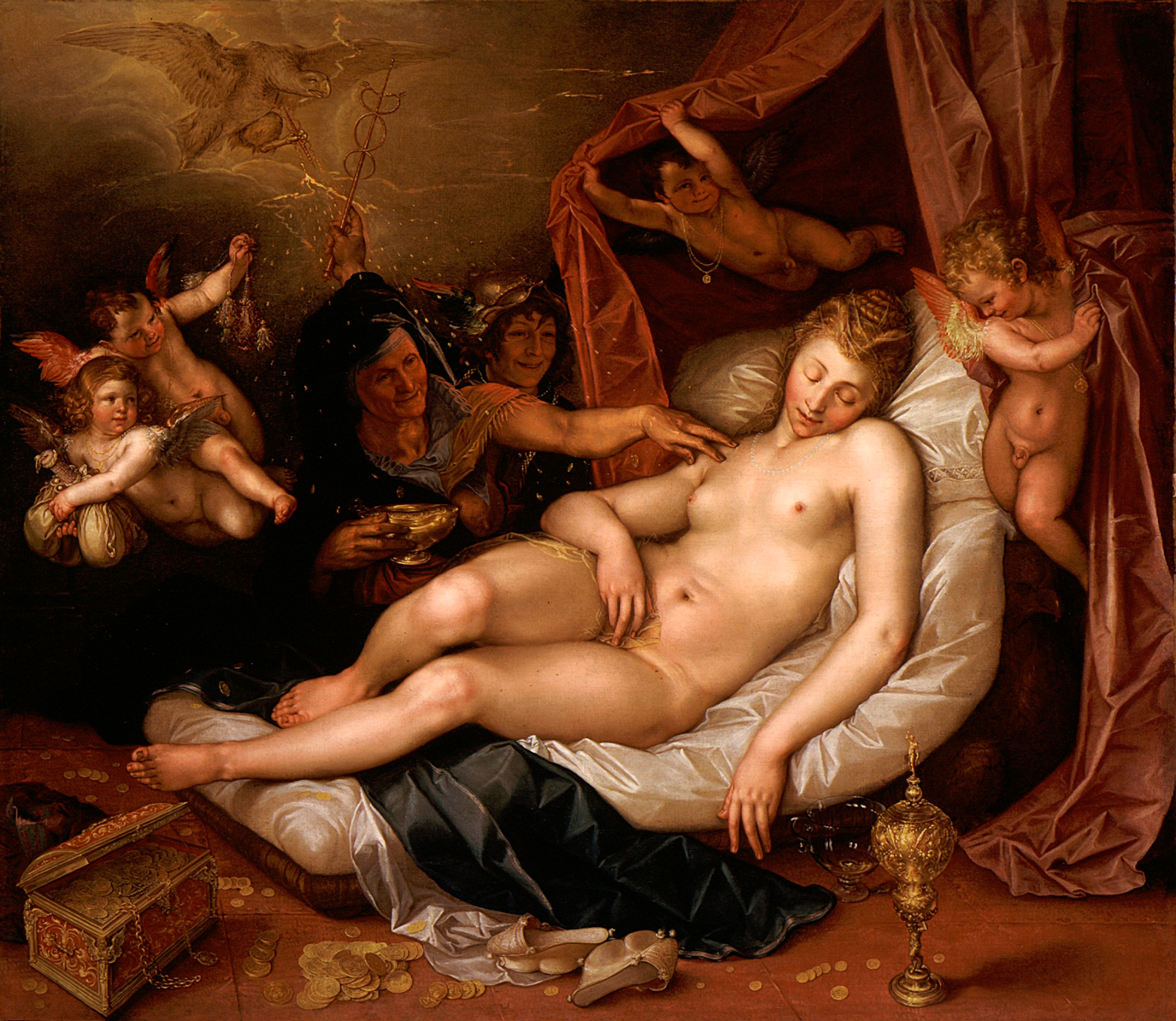
Danae (1603) di Hendrick Goltzius.
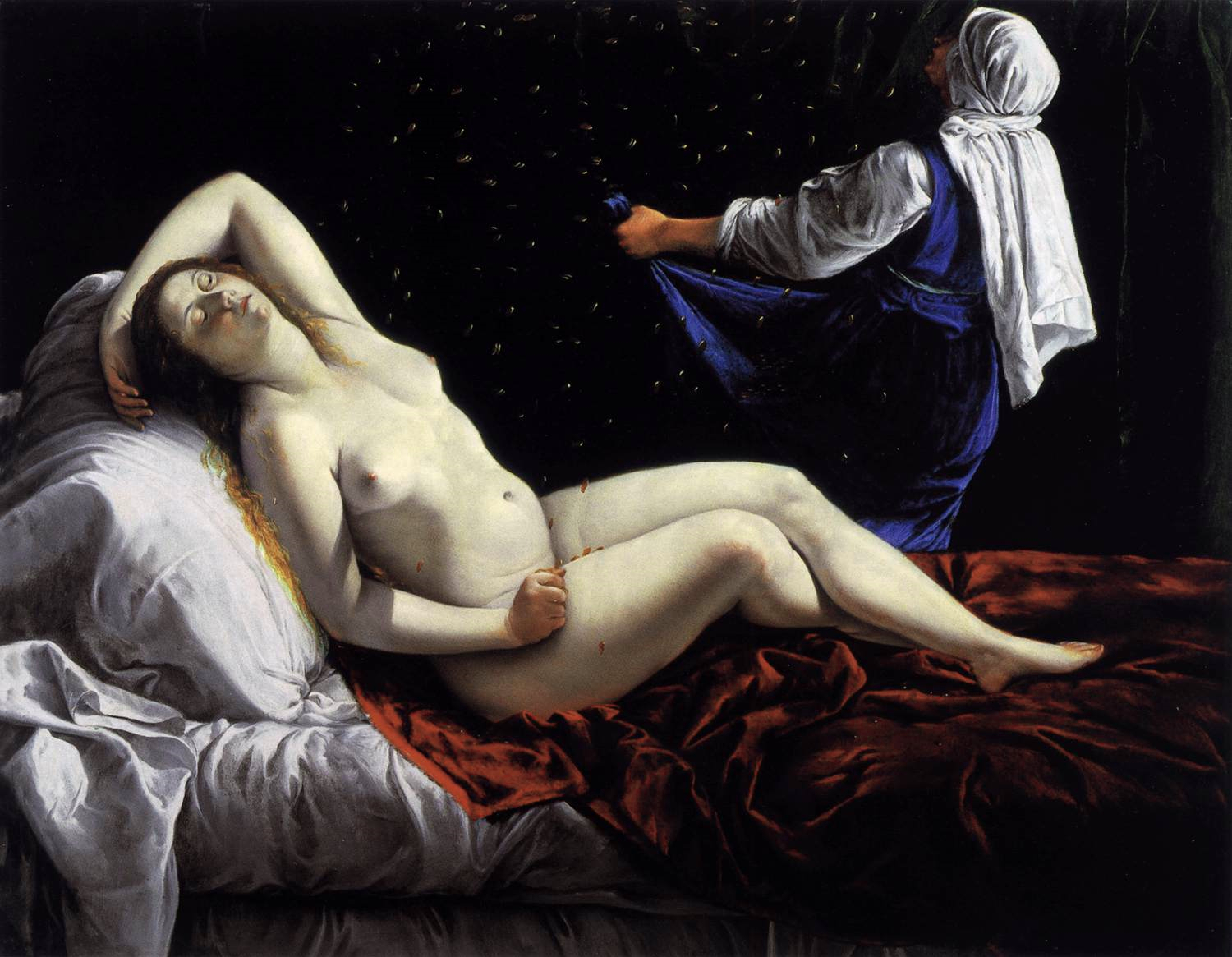
Danae (c. 1612) di Artemisia Gentileschi.
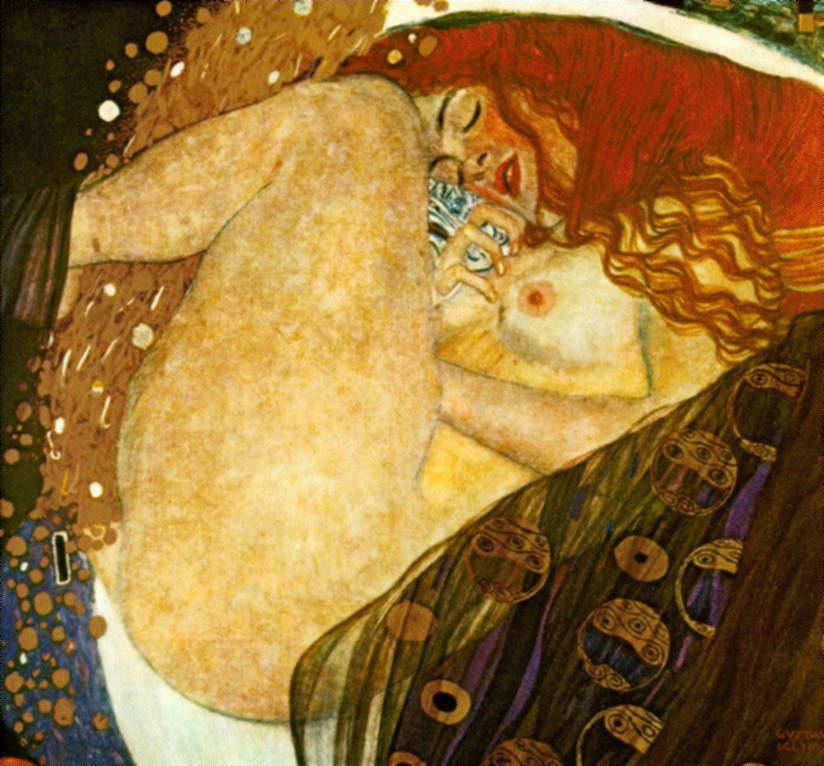
Danae (1907) di Gustav Klimt.